# Mehrkernprozessor
Der Begriff Mehrkernprozessor (abgeleitet vom englischen Begriff auch Multicore-Prozessor oder Multikernprozessor) bezeichnet einen Mikroprozessor mit mehr als einem vollständigen Prozessorkern in einem einzigen Chip. Die Prozessorkern-Komponenten mit Ausnahme des Busses und eventuell einiger Caches sind mehrfach vorhanden. Es handelt sich also um mehrere (weitgehend) vollständige, weitgehend voneinander unabhängige CPU-Kerne inklusive eigener Registersätze und arithmetisch-logischer Einheiten (ALU).
Als Doppelkernprozessor (auch Dual-Core-Prozessor) bezeichnet man einen Mehrkernprozessor mit zwei Prozessorkernen. Mikroprozessoren mit einem CPU-Kern bezeichnet man zur Abgrenzung als Einzelkernprozessor (auch Single-Core-Prozessor). Mikroprozessoren mit drei Kernen werden Triple-Core-Prozessoren oder Dreikernprozessoren genannt. Diese Terminologie lässt sich entsprechend fortsetzen. So spricht man bei vier Kernen von einem Vierkernprozessor (auch Quad-Core-Prozessor), wobei ein Vierkernprozessor aus zwei Doppelkernprozessoren oder vier eigenständigen Kernen bestehen kann.
Multi-Threaded-CPUs sind mehrfädige (engl. multithreading) Prozessorkerne mit mehreren Programmzählern und Registersätzen, die sich gegenüber dem System aber als mehrere Kerne melden. Diese Technik kann je nach Aufwand im Prozessordesign unterschiedlich effizient umgesetzt sein. Intel nennt sie in einigen Prozessorlinien Hyper-Threading, IBM SMT (symmetrisches Multi-Threading). Der IBM Power5-Prozessor ist z. B. ein Doppelkernprozessor mit zwei Threads pro Kern, der Sun UltraSPARC-T1-Prozessor ein Achtkern-Prozessor mit vier Threads pro Kern. Im Unterschied zu echten Mehrkern-Prozessoren teilen sich hier die „Kerne“ manche Ausführungseinheiten, wie zum Beispiel die Gleitkomma-Recheneinheit oder sogar die ALU. Dann muss evtl. ein „Kern“ warten, wenn der andere diese Einheit gerade belegt.
Es ist nicht exakt definiert, welche Ressourcen genau ein Kern „privat“ besitzen muss, um als „eigenständig“ und „vollwertig“ zu gelten.

## Einführung
Bis zum Jahre 2005 dominierten die Einzelkernprozessoren den PC-Bereich. Zuvor wurde nur selten versucht, durch den Einsatz von zwei oder mehr Einzelprozessoren die Leistungsfähigkeit zu erhöhen. Stattdessen stand damals neben neuen Befehlssätzen wie MMX die Erhöhung der Taktfrequenz im Vordergrund. Doch ab Frequenzen von etwa 4 GHz war die entstehende Abwärme nicht mehr sinnvoll handhabbar. Eine Möglichkeit der Fortentwicklung war die Einführung von Mehrkernprozessoren. So wurde ab der zweiten Hälfte des Jahres 2006 das Angebot in der oberen Hälfte des PC-Leistungsspektrums von Doppelkernprozessoren (Intel Core 2 Duo und AMD Athlon 64 X2) beherrscht. Dies markierte die Abkehr von einem Prinzip, das seit der Geburtsstunde der Prozessoren Gültigkeit hatte. So werden nur noch in wenigen Fällen Einzelkerne verbaut, da die entsprechenden Mehrkerne unwesentlich teurer sind.

## Sinn und Zweck
Mehrkernprozessoren wurden entwickelt, weil eine Erhöhung der Rechenleistung durch höhere Taktfrequenzen große technische Probleme verursachte. Es ist auch kostengünstiger, mehrere Kerne in einen Chip zu implementieren, als mehrere Prozessorsockel auf der Hauptplatine zu haben.
Anders betrachtet kann mit derselben Anzahl an Chip-Sockeln und Chips theoretisch eine vervielfachte Rechenleistung erzielt werden (das n-fache bei n Kernen). In der Realität kann diese Steigerung aber kaum erreicht werden. Die tatsächliche Leistungssteigerung hängt vor allem davon ab, wie gut die Software parallelisiert ist. Dabei kann der Zugriff mehrerer aktiver Kerne auf den gemeinsamen Arbeitsspeicher zu Engpässen und Leistungsgrenzen führen, dagegen setzt man hochentwickelte Cache-Strategien ein.
Mehrkernprozessoren stellen neben einer Erhöhung der Taktfrequenz und dem Pipelining eine von vielen Möglichkeiten dar, die Leistung von Mikroprozessoren zu erhöhen. Die rein theoretische Leistungssteigerung ist vergleichsweise effizient und beträgt maximal 100 % (gegenüber einem einzelnen Kern) pro zusätzlichem Kern. In der Praxis hängt die Leistungssteigerung stark von dem Parallelisierungsgrad des ausgeführten Programms und des verwendeten Betriebssystems ab.
Unix, der SMP-Linux-Kernel und Microsoft Windows ab XP unterstützen Mehrkernprozessoren (Windows NT und 2000 erkennen einen Mehrkernprozessor als mehrere Einzelkernprozessoren; dadurch sind zwar alle Kerne nutzbar, spezielle Mehrkernprozessoroptimierungen konnten aber nicht greifen). Dabei verteilt das Betriebssystem Prozesse und Anwendungen auf die einzelnen Prozessoren, die diese dann unabhängig parallel ausführen. Wird hingegen nur eine Anwendung ausgeführt, so muss diese für die mehreren Prozessoren parallelisiert werden. Das bedeutet, die Anwendung wird so modifiziert, dass sie komplett oder auch nur Fragmente davon gleichzeitig auf mehreren Prozessoren als Threads ausgeführt werden.
So unterscheiden sich verschiedene Architekturen. Während manche Architekturen leistungssteigernde Komponenten wie einen Shared Cache auf dem Chip unterbringen (so IBMs POWER4 und folgende, Sun UltraSPARC IV+ und T1), setzen andere Architekturen lediglich mehrere Einzelkerne mit eigenem Cache auf einen Chip. Prozessorbasiert lizenzierende Softwareunternehmen haben verschiedene Konzepte entwickelt, um auf diese Entwicklungen zu reagieren. So zählt Oracle bei Mehrkernprozessoren jeden Prozessorkern auf einem Chip mit 0,25 (Sun UltraSPARC T1), 0,5 (Intel und AMD CPUs) oder 0,75 (HP, IBM und Sun RISC CPUs). Microsoft hat angekündigt, nicht mehr die Kerne, sondern die Chips als Basis für die Lizenzierung heranzuziehen, womit auf einen Mehrkernprozessor nur noch eine Lizenz fällt. Bei Windows Servern gilt jedoch die Core-basierte Lizenzierung.

## Varianten
Mehrkernprozessoren können je nach internem Aufbau in zwei Varianten unterteilt werden: symmetrische und asymmetrische Mehrkernprozessoren.
In symmetrischen Mehrkernprozessoren sind die einzelnen Kerne gleich. Ein für diesen Prozessor übersetztes Programm kann auf jedem beliebigen seiner Kerne ausgeführt werden. Bei dieser Art von Mehrkernprozessoren handelt es sich um SMP-Systeme. Da es sich bei Mehrkernprozessoren um eine Variante des SMP handelt, ist der Sinn und Zweck eines Mehrkernprozessors SMP platzsparend umzusetzen. Ein Beispiel für so ein 8-fach-SMP-System auf einem Chip ist der Sun UltraSPARC-T1-Prozessor.
Eine Abwandlung hiervon ist auch ARMs big.LITTLE-Konzept, in dem mehrere rechenstarke, energiehungrige Kerne mit einem rechenschwachen, energiesparenden Kern kombiniert werden. Der schwache Kern ist jedoch Binärcode-kompatibel mit den starken und kann ebenfalls alle Programme ausführen. Beispiele für dieses Konzept sind nVidia Tegra 3 und Samsung Exynos 5 Octa. Auch auf x86-Prozessoren von Intel finden sich ab der 12. Core-i-Generation („Alder-Lake“) stärkere Prozessorkerne, sog. „P-Cores“ (für Performance), und Effizienzkerne, sog. „E-Cores“ (für Efficiency), auf demselben Prozessorchip. Während die E-Cores weniger Strom verbrauchen, erledigen die P-Cores Aufgaben schneller. Dadurch kommet es vor allem auf den Scheduler an, damit nicht arbeitsintensive Tasks auf den langsamen E-Cores erledigt werden. Zumindest unter Core i-12000 haben die P-Cores zusätzlich die Befehlssatzerweiterung AVX-512, was Intel jedoch deaktivieren musste, weil die E-Cores dies nicht bieten. Mit einem angepassten Scheduler wie Intels Thread Director, der die Unterschiede beider Core-Arten berücksichtigt, lassen sich Hybridcores effizient nutzen. Bei x86-Prozessoren von AMD sind Hybridkerne für die kommende Ryzen-8000-Serie (Zen 5) geplant.
Bei asymmetrischen Mehrkernprozessoren gibt es verschiedene Kerne, die unterschiedlich gesteuert werden und eine unterschiedliche Maschinensprache verstehen. Ein Programm kann nur auf einem seiner Übersetzung entsprechenden Kern ausgeführt werden. Bei dieser Art von Mehrkernprozessoren arbeiten einige der Kerne wie klassische Hauptprozessoren, andere wie asynchrone Koprozessoren. Ein Beispiel für solch ein System ist der Cell-Prozessor von IBM.

## Weitere Gruppen

### Vielkern-Prozessoren
Als „Manycore-Prozessoren“ werden oftmals Prozessoren mit deutlich mehr Rechenkernen als üblich bezeichnet; die Kerne („Cores“) werden in mehrere „Tiles“ („Kacheln“) unterteilt, die jeweils definierte, meist redundante Aufgaben besitzen und eigene Recheneinheiten mit dem Zugriff auf gemeinsame Ressourcen (RAM, Cache, I/O-Einheiten) sind, beispielsweise die
- IBM / DARPA / UT-Austin TRIPS: zwei Kerne mit je 16 Executions-Tiles, vier Register- und Data-Tiles, fünf Instruktions-Tiles, ein Control- sowie mehreren Memory- und Network-Tiles
- Intel Terascale: ein Kern mit 80 bis 100 Tiles, davon einige auf SoC-Aufgaben spezialisiert
- Intel Many Integrated Core Architecture (MIC) mit über 50 Tiles[8][9]

### Mehrkern-Mikrocontroller
Aufgrund anderer Anforderungen eingebetteter Systeme als bei PC werden bei Mikrocontrollern mehrere Kerne nur langsam üblich. Ein erster Mehrkern-Mikrocontroller wurde 2006 auf den Markt gebracht.
- Parallax Propeller: 8-Kern-Mikrocontroller (2006) symmetrisch, 8 × 20 MIPS
- Infineon Aurix (2012)